# Guillén de Castro
Pour les articles homonymes, voir Castro.
Guillén de Castro (en valencien Guillem de Castro) né à Valence en 1569 et mort à Madrid en 1631, est un auteur dramatique espagnol. Il est le contemporain de Lope de Vega, qui en fait l'éloge dans son Laurier d'Apollon.

## Œuvre
La plus célèbre des pièces de Castro est Les Enfances du Cid (Las Mocedades del Cid, 1618) qui a inspiré Le Cid de Pierre Corneille, et à laquelle ce dernier fait quelques emprunts. Les pièces de cet auteur ont été publiées à Valence, en 1621 et 1625, 2 vol. in-4, sous le titre de las Comedias : on y remarque 2 pièces tirées de l'Histoire de don Quichotte.